# Karoline Menge
Karoline Menge (geboren 1986 in Berlin) ist eine deutsche Schriftstellerin und Journalistin.

## Leben und Wirken
Menge studierte Literarisches Schreiben in Hildesheim. Sie veröffentlichte Kurzgeschichten in verschiedenen Anthologien sowie den Roman Warten auf Schnee, der 2018 mit dem Ulla-Hahn-Autorenpreis ausgezeichnet wurde. Menge lebt in Berlin.

## Veröffentlichungen
- Postkarten aus Frankreich. AV Akademikerverlag, Saarbrücken 2013, ISBN 978-3-639-47848-8
- Warten auf Schnee. Frankfurter Verlagsanstalt, Frankfurt am Main 2018, ISBN 978-3-627-00258-9

### Beiträge
- Mäuse sammeln. In: Risikoanalyse. Die besten Geschichten aus dem MDR-Literaturwettbewerb 2013, Leipzig 2013, S. 113–117
- Beinahe Freunde. In: Ein Ausflug zu dritt, hg. von Dirk von Petersdorff, Künzelsau 2014, S. 19–24
- Vom Schreiben und Morden. In: Institutsprosa. Zwanzig Jahre Schreibschule Hildesheim, hg. von Dirk Brall u. a., Hildesheim u. a. 2019, S. 183–186

## Auszeichnungen
- 2014: Würth-Literaturpreis (2. Platz)
- 2018: Ulla-Hahn-Autorenpreis für Warten auf Schnee
- 2019: Preis der Schülerjury beim Kranichsteiner Literaturpreis[3]